# خبازة فيدالية
خبازة فيدالية (الاسم العلمي: Malva vidalii ) هي نوع نباتي يتبع جنس الخبازة من الفصيلة الخبازية.  